# 伊茲沃魯貝爾丘盧伊鄉
46°35′N 27°13′E / 46.583°N 27.217°E
伊茲沃魯貝爾丘盧伊鄉（羅馬尼亞語：Comuna Izvoru Berheciului, Bacău），是羅馬尼亞的鄉份，位於該國東北部，由巴克烏縣負責管轄，面積40平方公里，海拔高度238米，2007年人口1,735，人口密度每平方公里43人。